# Proechimys pattoni
Proechimys pattoni là một loài động vật có vú trong họ Echimyidae, bộ Gặm nhấm. Loài này được da Silva miêu tả năm 1998.